# Debbie Graham
Debbie Graham (* 25. August 1970 in Walnut Creek, Kalifornien) ist eine ehemalige US-amerikanische Tennisspielerin.

## Karriere
Nach einem Studium an der Stanford University wurde Graham 1991 Tennisprofi. 1992 wurde sie von der WTA zum „Newcomer des Jahres“ gewählt. In ihrer Karriere gewann sie fünf WTA-Titel im Doppel. 1998 erreichte sie bei den Wimbledon Championships mit Mariaan de Swardt das Halbfinale der Doppelkonkurrenz; die beiden mussten sich dort allerdings Lindsay Davenport und Natallja Swerawa in zwei Sätzen geschlagen geben.
In den Jahren 1992 und 1993 spielte Graham im Fed-Cup und konnte ihre insgesamt fünf Doppel für sich entscheiden.

## Titel

### Doppel
| Nr. | Datum              | Turnier        | Kategorie    | Belag           | Partnerin               | Finalgegnerinnen                 | Ergebnis      |
| --- | ------------------ | -------------- | ------------ | --------------- | ----------------------- | -------------------------------- | ------------- |
| 1.  | 2. Mai 1993        | Tarent         | WTA Tier IV  | Sand            | Brenda Schultz          | Petra Langrová Mercedes Paz      | 6:0, 6:4      |
| 2.  | 1. August 1993     | San Juan       | WTA Tier III | Hartplatz       | Ann Grossman            | Gigi Fernández Rennae Stubbs     | 5:7, 7:5, 7:5 |
| 3.  | 12. Mai 1996       | Budapest       | WTA Tier IV  | Sand            | Katrina Adams           | Radka Bobková Eva Melicharová    | 6:3, 7:63     |
| 4.  | 13. Oktober 1996   | Sedona         | ITF $50.000  | Hartplatz       | Katrina Adams           | Angela Lettiere Shannan McCarthy | 6:4, 6:1      |
| 5.  | 27. Oktober 1996   | Québec         | WTA Tier III | Teppich (Halle) | Brenda Schultz-McCarthy | Amy Frazier Kimberly Po          | 6:1, 6:4      |
| 6.  | 18. Mai 1997       | Cardiff        | WTA Tier IV  | Sand            | Kerry-Anne Guse         | Julie Pullin Lorna Woodroffe     | 6:3, 6:4      |
| 7.  | 10. August 1997    | Salt Lake City | ITF $75.000  | Hartplatz       | Mariaan de Swardt       | Rachel McQuillan Nana Smith      | 7:6, 7:5      |
| 8.  | 19. April 1998     | Burbank        | ITF $25.000  | Hartplatz       | Jean Okada              | Louise Pleming Katie Schlukebir  | 2:6, 7:5, 6:3 |
| 9.  | 26. September 1999 | Kirkland       | ITF $75.000  | Hartplatz       | Nana Smith              | Kristine Kunce Rachel McQuillan  | 6:3, 6:1      |
| 10. | 3. Oktober 1999    | Santa Clara    | ITF $75.000  | Hartplatz       | Nana Smith              | Esme de Villiers Nicole Pratt    | 6:4, 6:4      |
| 11. | 10. Oktober 1999   | Albuquerque    | ITF $50.000  | Hartplatz       | Nana Smith              | Marion Maruska Nirupama Sanjeev  | 6:4, 7:5      |

## Grand-Slam-Resultate
angegeben ist jeweils die erreichte Runde

### Einzel
| Turnier                 | 1988 | 1989 | 1990 | 1991 | 1992 | 1993 | 1994 | 1995 | 1996 | Karriere |
| ----------------------- | ---- | ---- | ---- | ---- | ---- | ---- | ---- | ---- | ---- | -------- |
| Australian Open         | —    | —    | —    | —    | 1    | 2    | 2    | 1    | —    | 2        |
| French Open             | —    | —    | —    | 3    | 1    | 1    | —    | 2    | —    | 3        |
| Wimbledon Championships | —    | 1    | —    | 1    | 2    | 1    | 1    | 1    | —    | 2        |
| US Open                 | 1    | —    | 2    | 2    | 1    | 1    | 1    | —    | 2    | 2        |

### Doppel
| Turnier                 | 1990 | 1991 | 1992 | 1993 | 1994 | 1995 | 1996 | 1997 | 1998 | 1999 | 2000 | Karriere |
| ----------------------- | ---- | ---- | ---- | ---- | ---- | ---- | ---- | ---- | ---- | ---- | ---- | -------- |
| Australian Open         | —    | —    | 1    | 1    | VF   | AF   | —    | AF   | —    | 1    | VF   | VF       |
| French Open             | —    | —    | 1    | AF   | —    | 1    | 1    | 1    | AF   | 1    | —    | AF       |
| Wimbledon Championships | —    | —    | 1    | 1    | 2    | 1    | 2    | 2    | HF   | 1    | —    | HF       |
| US Open                 | 1    | 2    | 1    | AF   | —    | —    | AF   | 2    | AF   | 1    | 2    | AF       |